# Aerobryopsis cymatocheilos
Aerobryopsis cymatocheilos là một loài Rêu trong họ Meteoriaceae. Loài này được (Kindb.) Broth. mô tả khoa học đầu tiên năm 1906.